# 인간과 시민의 권리선언

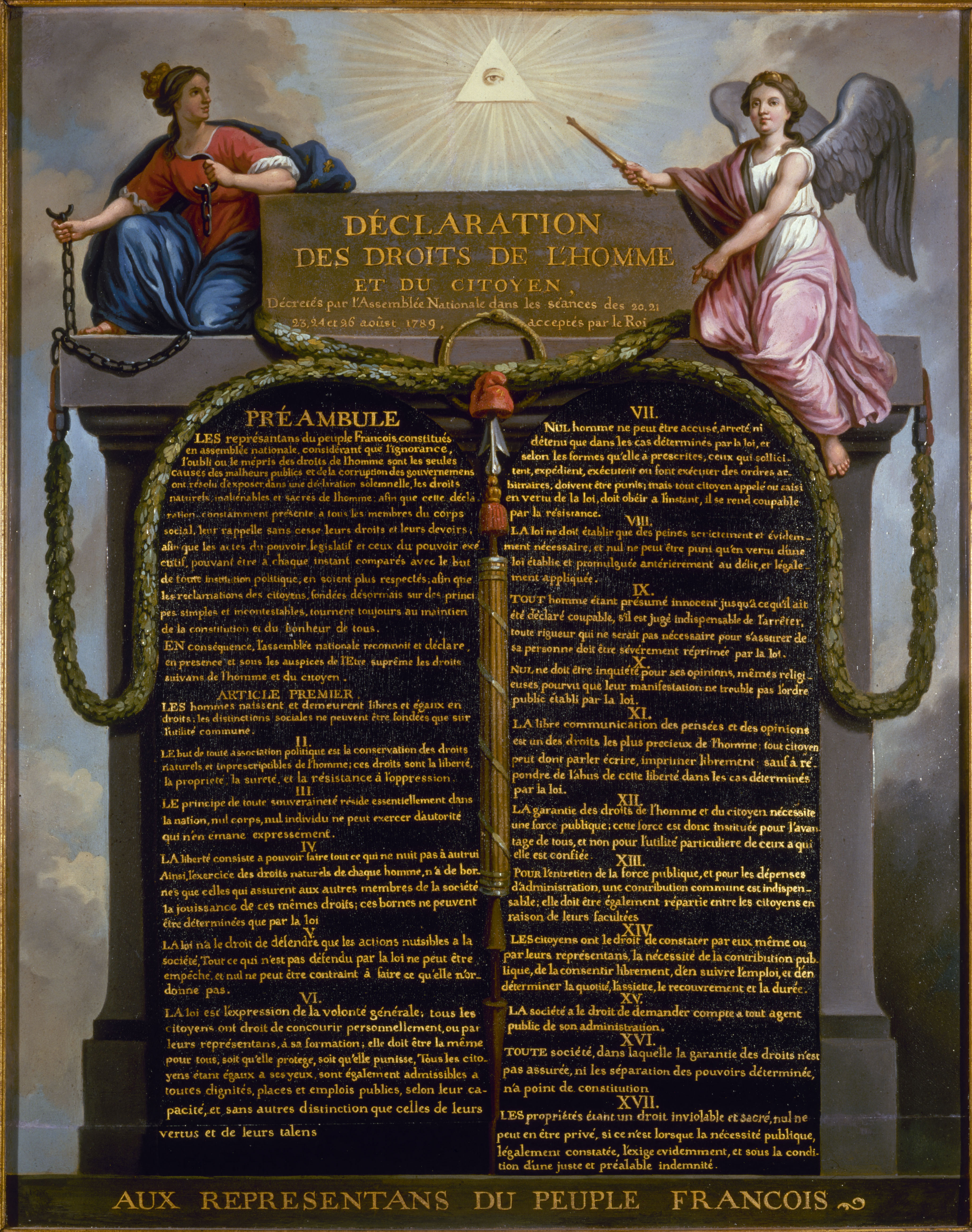
프랑스 인권선언

인간과 시민의 권리선언(프랑스어: Déclaration des droits de l'Homme et du citoyen)은 프랑스 혁명으로 만들어진 인권선언이다. 에마뉘엘 조제프 시에예스와 질베르 뒤 모티에 드 라파예트 후작이 토머스 제퍼슨의 도움을 받아 초안을 작성했다.
계몽주의와 자연법 사상의 영향을 받아 만들어진 이 선언은 프랑스 혁명의 핵심으로, 자유와 평등, 종교, 출판 결사의 자유 등 인간의 천부적 권리는 장소와 시간을 초월하여 보편적임을 선언하였다. 이 선언으로 종교, 출판의자유등 인간의 기본권을 억압하던 로마 가톨릭교회를 중심으로 한 구체제의 억압은 종언을 고했다. 국민제헌의회에 의하여 1789년 8월 26일에 채택되었다.

## 배경
1789년 프랑스 국민들의 봉기는 바스티유 감옥 습격 사건으로 절정에 달했다. 바스티유 감옥의 붕괴는 파리 시민들에게 극적이고 상징적인 사건이었다. 이는 국왕군의 무력에 맞선 민중들의 기적적인 승리였다. 루이 16세는 항복했다. 이 봉기는 국민의회가 해산되는 것을 막았으며 프랑스 혁명에 큰 역동적 의미를 부여하여 흐름을 바꿔 놓았다.
국민의회는 '봉건제의 폐지'뿐만 아니라 '가톨릭 교회의 십일조, 관직의 매수, 지역적 특혜, 재정적 특권의 폐지'도 포고하였다. 파리 시내 곳곳에서 구체제의 상징으로 여겨졌던 가톨릭교회는 시민들에게 공격 받았다.
루이 16세의 항복으로 국민의회가 새로운 헌법을 작성하기 시작했다. 헌법 초안을 작성하는 데는 몇 개월 정도의 시간이 걸리기 때문에 국민의회는 새 헌법의 정신을 담은 기본 원리를 공표하였는데 이것이 바로 프랑스 인권 선언이다.

## 내용
제1조는 인간의 기본권을 설명, 제2조는 저항권, 제3조는 국민주권의 원리에 대한 조항이다. 제11조는 사상과 언론에 자유에 대하여
제16조에서는 권력 분립의 원칙에 관련해서 중요하게 평가되고 있는 조항이 있다. 즉, "권리의 보장이 확보되어 있지 않고, 권력의 분립이 규정되어 있지 아니한 모든 사회는 헌법을 가지고 있지 아니하다."라고 규정하고 있다. 제17조에는 소유권의 신성불가침에 대한 조항이다. 오늘날의 각국의 성문 헌법은 권리의 보장을 선언한 권리장전과 국가권력의 체계를 규정한 국가법 부분으로 크게 두 가지 규정이 담겨 있다.

## 같이 보기
- 권리장전
  - 영국의 권리장전
  - 미국의 권리장전
  - 프랑스 인권선언 - 프랑스의 권리장전
  - 세계인권선언 - 세계의 권리장전
  - 대한민국의 권리장전